# Deborah Butterfield

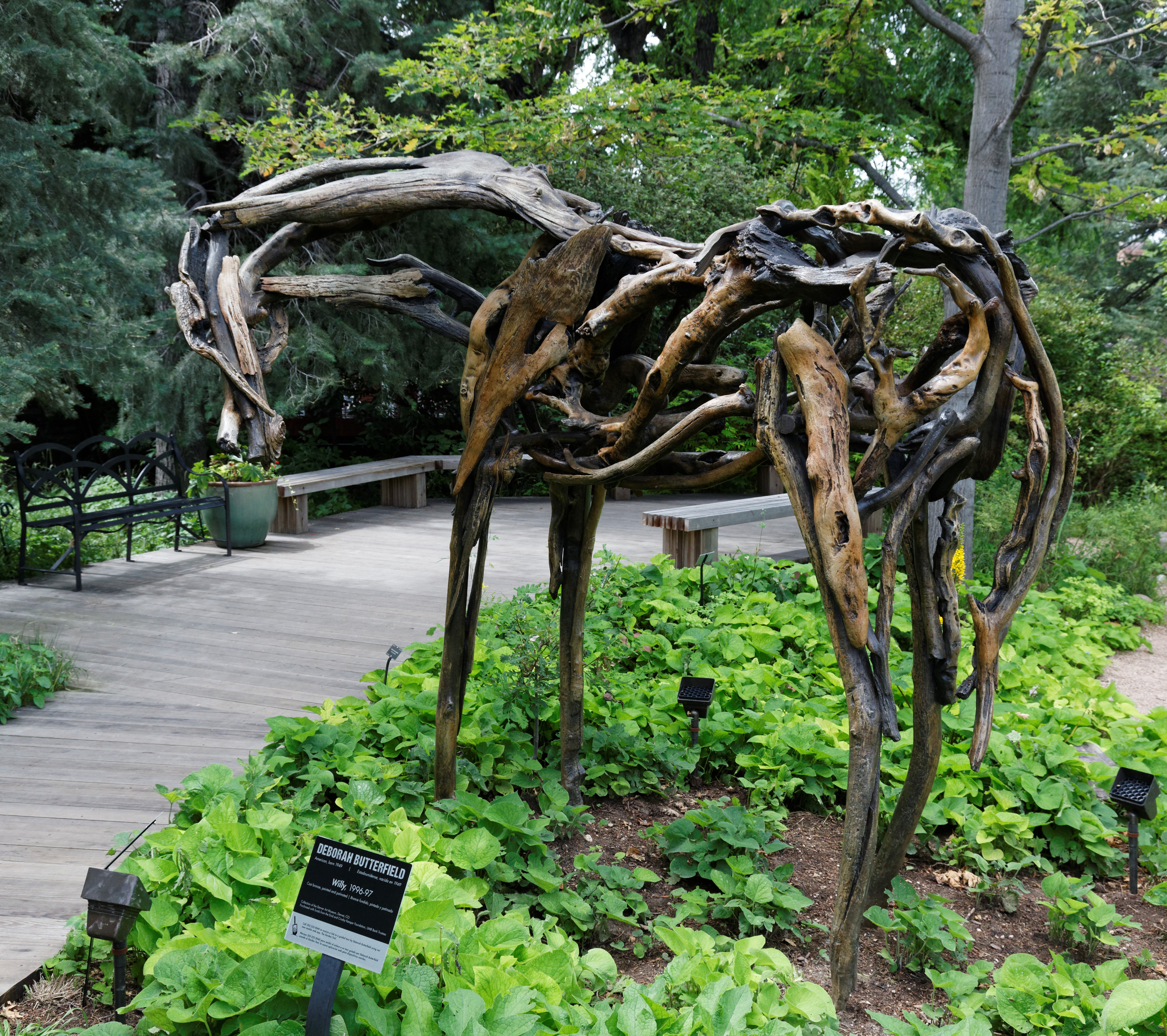
Deborah Butterfield: Denver Botanic Gardens

Deborah Butterfield: Styx statue, Whitman College

Deborah Kay Butterfield (* 7. Mai 1949 in San Diego) ist eine amerikanische Bildhauerin. Zusammen mit ihrem Ehemann, dem Künstler John Buck, lebt sie auf einer Farm in Bozeman, Montana oder in einem Atelier auf Hawaii. Sie ist bekannt für ihre Pferdeskulpturen aus Fundstücken, vor allem aus Holzteilen, aber auch aus Metall.

## Leben
Deborah Butterfield wurde am 75. Jahrestags des Kentucky Derby geboren und schreibt die Inspiration für ihr Hauptthema auch diesem Geburtsdatum zu. Sie hätte sich zwar lieber dem Motiv des weiblichen Körpers gewidmet, dieses wurde allerdings bereits von ihrem Mentor Manuel Neri besetzt. Stattdessen entschied sie sich, metaphorische Selbstporträts mit Bildern von Pferden zu erstellen. Allmählich wurden die Pferde selbst zu ihrem Hauptthema. 1972 erwarb Butterfield ihren Bachelor-Abschluss an der University of California, Davis mit Auszeichnung und 1973 dort auch einen „Master of Fine Arts“. Sie lernte dort den Bildhauer John Buck kennen, den sie 1974 heiratete. Deborah Butterfield lehrte von Mitte der 1970er bis Mitte der 1980er Jahre Bildhauerei an der University of Wisconsin–Madison und an der Montana State University – Bozeman. Seit 1986 verbringt Butterfield ihre Sommer in Montana und ihre Winter auf Hawaii.

## Werk
Butterfields Arbeiten wurden vielfach ausgestellt und es gibt bei Kunstsammlern eine große Nachfrage nach ihren Skulpturen. Ihre frühesten Arbeiten aus der Mitte der 1970er Jahre wurden aus Stöcken, Schlamm, Ton und natürlichen Abfällen hergestellt, die sie auf ihrem Grundstück in Bozeman, Montana sammelte. “The materials and images were meant to suggest that the horses were both figures and ground, merging external world with the subject.”  In den frühen 1980er Jahren begann sie mit der Herstellung von Pferden aus Altmetall und Bronzeguss. Sie formte ein Stück aus Holz und anderen Materialien, die mit Draht zusammengehalten wurden, und fotografierte das Stück dann aus allen Winkeln, um das Stück aus Metall wieder zusammensetzen zu können. Deborah Butterfield wählt Holzstücke aus, die die Form und Gestik des Pferdes umreißen. Die Holzstücke werden dann in Bronze gegossen, wobei das Holz weggebrannt wird. Die Künstlerin wird von den Dingen inspiriert, die sie sieht. Sie findet und identifiziert interessante Objekte, mit denen sie arbeiten und in ihre Kunst integrieren kann.

### Pferde als Metapher
Butterfield nutzte die Skelettpferde zunächst als Metapher für sich selbst, als seine Art Selbstporträt. Es handelte sich dabei um riesige, ruhige und sanfte „Gipsstuten“, die einen starken Gegensatz zu den meist wütenden Schlachtrossen in der Kunst darstellten und zugleich in der Lage sind, Leben zu schaffen und zu nähren. Insofern sollen die Pferdebilder laut Butterfield auch ein feministisches Statement abgeben. Die folgende Pferde-Serie bestand aus Matsch und Stöcken. “For me they represented the process of attitudes and feelings taking shape after a flood of experiences.” Wie die Kunstjournalistin Grace Glück in der New York Times schreibt, betrachtet Butterfield das Training, das Reiten und die Bindung zu Pferden, wie sie es auf ihrer Farm in Montana tut, als Personifikationen ihrer selbst.

## Ausstellungen
Deborah Butterfield ist in zahlreichen Galerien und Museen vertreten:
- Danese/Corey, New York
- Anglim Gilbert Gallery, San Francisco
- Greg Kucera Gallery, Seattle, Washington
- LA Louver, Los Angeles, California
- Zolla/Lieberman Gallery, Chicago, Illinois
- Honolulu Museum of Art[12]
- Rockwell Museum (Corning, N.Y)
- Whitney Museum of American Art (New York City)
- Madison Museum of Contemporary Art (Madison, WI)
- Metropolitan Museum of Art (New York City)
- Delaware Art Museum (Wilmington, Delaware)
- Boise Art Museum[13]
- Albrecht-Kemper Museum of Art (St. Joseph, Missouri)
- Neuberger Museum of Art (Purchase, New York)

Butterfield nahm außerdem 1989 an der Ausstellung „Women's Art show, Women's Work: the Montana Women's Centennial Art Survey Exhibition 1889–1989“ im Rockford Art Museum (Rockford, Illinois) teil.
Im Pappajohn Sculpture Park (Des Moines, Iowa) ist Deborah Butterfield mit zwei Skulpturen vertreten: Juno (1989) und Ancient Forest (2009).